# Sergei Sergejewitsch Judin
Sergei Sergejewitsch Judin (russisch Сергей Сергеевич Юдин; * 27. Septemberjul. / 9. Oktober 1891greg. in Moskau; † 12. Juni 1954 ebenda) war ein russischer Chirurg und Wissenschaftler.

## Leben und Wirken
Judin entstammte einem alten russischen Kaufmannsgeschlecht mit teilweise tatarischen Wurzeln. Der Familienname ist auf die Stadt Judino zurückzuführen, die später der Stadt Kasan einverleibt worden ist. Spätestens seit dem 17. Jahrhundert ist Moskau als Sitz der Familie belegt. Sein Vater Sergei Sergejewitsch Judin (1865–1925) war Fabrikant in Moskau, Direktor der Unteren Handelshäuser am Roten Platz und Mitglied des Vorstands des Moskauer Kaufmannsklubs. Er war verheiratet mit Jekaterina Petrowna Gawrilowa (1869–1944). Neben Sergei hatten sie weitere sechs Kinder: Agnija (1889–1971), Petr (1892–1976), Gleb (1894–1921), Juri (1896–1972), Jekaterina (1900–1939) und Natalija (1898–1980). Letztere war die Mutter des exilrussischen Kirchenhistorikers und Journalisten Gleb Rahr (1922–2006).
Sergei Judin studierte Medizin an der Moskauer Universität und wurde Arzt, ehe er sich bei Ausbruch des Ersten Weltkrieges 1914 freiwillig an die Front meldete. Seit 1928 arbeitete er als Chefchirurg am bekannten N.W.Sklifossowski-Institut für Erste Hilfe in Moskau.
Als Medizinwissenschaftler verfasste er Werke über die Unterleibchirurgie, die Chirurgie im Kriege an der Front, die Anästhesiologie, die Erforschung der neurohumoralen Regulierung der Magensekretion u. a. Er erarbeitete Methoden zur Resektion des Magens bei Magengeschwür und zur operativen Einsetzung künstlicher Speiseröhren. Er wandte erfolgreich die Bluttransfusion von kurz zuvor Verstorbenen an.
Judin war ein Chirurg und Wissenschaftler von Weltrang. Er war Ehrenmitglied der englischen, französischen, amerikanischen, tschechoslowakischen und katalanischen Chirurgen-Vereinigung, der Französischen Akademie der Wissenschaften und der Gesellschaft der Gastroenterologen von Mexiko, er war Ehrendoktor der Sorbonne und Träger vieler nationaler und internationaler Titel und Auszeichnungen, u. a. des Staatsordens der UdSSR.
1948 wurde er für regimekritische Äußerungen denunziert und verhaftet. Drei Jahre verbrachte er in Isolationshaft im Lefortowo-Gefängnis, wo er mehrfach geschlagen worden war, ehe er in die Verbannung nach Berdsk (Gebiet Nowosibirsk), später nach Nowosibirsk, geschickt wurde. Im September 1953 wurde er rehabilitiert und kehrte nach Moskau zurück. Seine Gesundheit war nach der Haft derart angeschlagen, dass er 1954 verstarb. Er wurde auf dem Neujungfrauen-Friedhof (Nowodewitschje kladbischtsche) in Moskau beigesetzt.
Sergei Judin war verheiratet mit Natalija Wladimirowna Platonow (1896–1965), mit der er zwei Kinder hatte: Sergei war Schauspieler am Mossowjet-Theater, Galina (* 1938) war Balletttänzerin am Bolschoi-Theater.

## Werke
- La transfusion du sang de cadavre à l’homme. Paris: Masson et Cie; 1933.
- Partial gastrectomy in acute perforated peptic ulcer. In: Surg Gynec Obstet 1937;64:63-8.
- Ilio-abdominal amputation in a case of sarcoma;recovery; pregnancy and birth of living child. In: Surg Gynec Obstet 1926;43:668-76.
- Spinal anesthesia. Serpukhov: Nabat; 1922.
- A guest of American surgeons. Novi Khirurgichesky Archiv (Russian) 1927;12,13,14:79-94, 97-118, 229-42,250-68; 272-93, 352-63; 502-48; 415-34.
- Brothers Mayo, Personal recollections (Obituary. Khirirgia (Rus)) 1940;2-3:34-43.
- The surgical construction of 80 cases of artificial esophagus. In: Surg Gynec Obstet 1944;78:561-83.
- Transfusion of cadaver blood. In: JAMA 1936;106:997-9